# Bloukrans Bridge
Die Bloukrans Bridge ist eine Bogenbrücke mit einer freien Spannweite von 272 m, 40 km östlich von Plettenberg Bay, Südafrika. Die 1984 fertiggestellte Brücke hat eine Gesamtlänge von 451 Metern und eine Höhe von 216 Metern über dem Tal. Sie ist damit die höchste Brücke Afrikas. Sie liegt an der Nationalstraße N2 entlang der Garden Route und führt über den Bloukrans River.
Sie wurde ohne Lehrgerüst von beiden Seiten aus im Freivorbau gebaut, wobei die Bogenteile über provisorische Türme abgespannt wurden.

## Nutzung

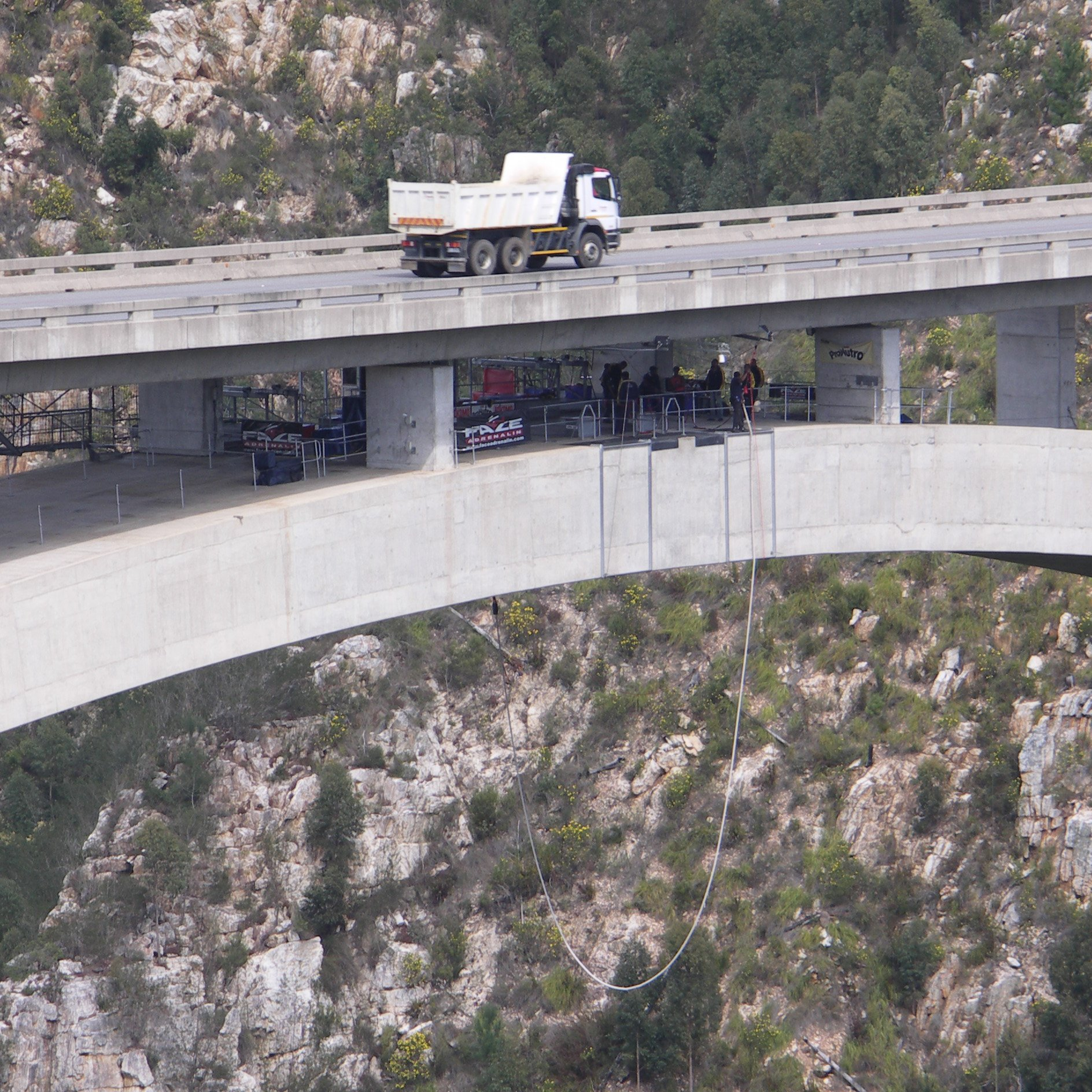
Bungee-Plattform unterhalb der Fahrbahn

1997 eröffnete unterhalb der Fahrbahn auf dem Stahlbetonbogen in 216 m über Grund eine Bungee-Jumping-Anlage.